# 萊克縣 (田納西州)
萊克縣（英語：Lake County）是美國田納西州西北部的一個縣，北鄰肯塔基州，西隔密西西比河與密蘇里州相望。面積502平方公里。根據美國2000年人口普查，共有人口7,954人。縣治堤普頓維爾 (Tiptonville)。
成立於1870年6月24日。縣名以里爾富特湖 (Reelfoot Lake)命名。